# Geir Rönning
Geir Rönning (Ålesund, 5 novembre 1962) è un cantante norvegese.
Ha rappresentato la Finlandia all'Eurovision Song Contest 2005 svoltosi a Kiev, dove ha presentato il brano Why?.

## Discografia
Album
- 1996: Første gang
- 2005: Ready for the Ride
- 2008: Bare du som vet